# مدجو دوسو
مدجو دوسو (انگلیسی: Madjoh Dosso؛ زادهٔ ۲۳ ژوئیهٔ ۱۹۸۶) بازیکن فوتبال اهل ساحل عاج است.
وی همچنین در تیم ملی فوتبال زنان ساحل عاج بازی کرده‌است.